# Clifford Truesdell
Clifford Ambrose Truesdell III (* 18. Februar 1919 in Los Angeles; † 14. Januar 2000 in Baltimore) war ein US-amerikanischer Mathematiker, Schriftsteller, Historiker der Naturwissenschaften und Mathematik und Naturphilosoph.

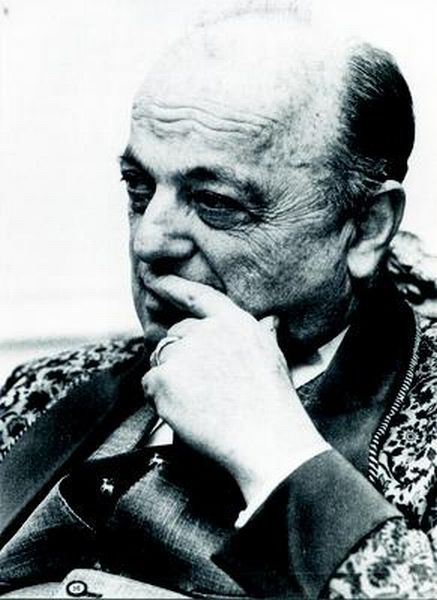
Clifford Truesdell

## Leben und Werk
Truesdell studierte am Caltech, wo er 1941 seinen Bachelor of Science (B.Sc.) in Mathematik und Physik und 1942 den Master (M.Sc.) erhielt. Außerdem machte er 1942 einen Abschluss in Mechanik an der Brown University.
1943 wurde er an der Princeton University bei Solomon Lefschetz (und Harry Bateman) in Mathematik promoviert (Ph.D.) mit der Dissertation The membrane theory of shells of revolution. Er arbeitete von 1944 bis 1946 am Radiation Laboratory des M.I.T. (das die Radarforschung betrieb) und danach bis 1950 am Naval Research Laboratory in Washington, D.C. als Leiter der Gruppe für theoretische Mechanik. 1950 wurde er ordentlicher Professor für Mechanik an der Indiana University. In Baltimore wurde er 1961 Professor für „Rational Mechanics“ an der Johns Hopkins University und blieb dort bis zu seiner Pensionierung.
Truesdell galt als führende Autorität für die Geschichte der Mechanik und war Herausgeber von zwei Journalen, dem „Archive for Rational Mechanics and Analysis“ ab 1957 und dem „Archive for History of Exact Sciences“ ab 1960 (das er gründete). Er veröffentlichte 26 Monographien, 268 wissenschaftliche Publikationen und zahlreiche Essays und Besprechungen. Dazu trug auch sein breiter kultureller Hintergrund als Gelehrter bei – insbesondere in der Kulturgeschichte der frühen Neuzeit bis ins 18. Jahrhundert. Truesdell war Herausgeber von vier Bänden in der Werkausgabe von Leonhard Euler.

## Preise und Ehrungen
1963 wurde die Bingham Medal für Verdienste um die Rheologie an Truesdell vergeben. Der Theodore Von Karman Award wurde ihm 1996 verliehen und 1978 der Birkhoff-Preis. 1974 war er Invited Speaker auf dem Internationalen Mathematikerkongress in Vancouver (How to Understand and Teach the Logical Structures and the History of Classical Thermodynamics). Er war Ehrendoktor der Universitäten in Basel, Uppsala, Ferrara sowie der Tulane University und des Polytechnikums Mailand.

## Mitgliedschaften
Truesdell war Mitglied zahlreicher wissenschaftlicher Gesellschaften und Akademien. 1961 wurde er in die Académie internationale d’histoire des sciences in Paris, 1968 in das Istituto Lombardo Accademia di Scienze e Lettere, 1972 in die Accademia Nazionale dei Lincei und 1978 in die Accademia delle Scienze di Torino aufgenommen. 1981 wurde er zum Mitglied der Brasilianischen Akademie der Wissenschaften und  1991 der American Academy of Arts and Sciences gewählt.

## Schriften
- mit Walter Noll: The non-linear field theories of mechanics, Springer-Verlag 2004 (Herausgeber Stuart S. Antman), ISBN 3-540-02779-3 (zuerst in Siegfried Flügge (Hrsg.) Handbuch der Physik, Bd. III, 3, 1965)
- mit Richard Toupin: The Classical Field Theories, in: Siegfried Flügge (Hrsg.): Handbuch der Physik, Bd. III, 3, 1965
- The rational mechanics of flexible or elastic bodies 1638–1788, in: Euler, „Opera Omnia“ Series II, Bd. 11, Teil 2, 1960
- The tragicomic history of Thermodynamics, 1822–1854, Springer 1980
- The Scholar: a species threatened by professions, Critical Enquiry 1976, deutsche Übersetzung in Humanismus und Technik, Bd. 17, 1973, S. 113
- A program toward rediscovering the rational mechanics of the age of reason, Arch. Hist. Exact Sci., Band 1, 1960, S. 1–36